# Helvetia-Contest

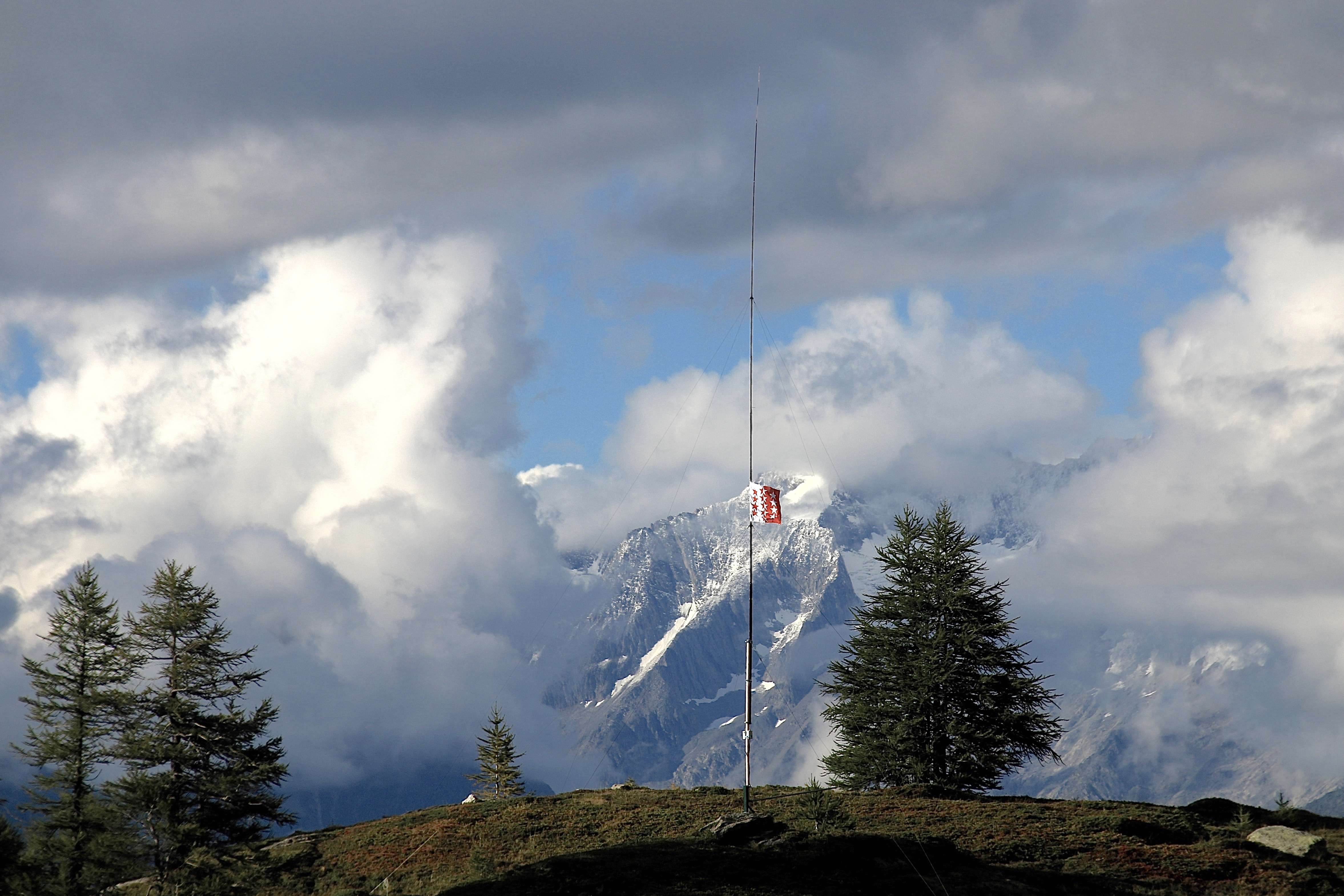
Die vertikale HB9XBG-Dipolantenne eines Funkamateurs für das 40-Meter-Band geschmückt mit der Flagge des Kanton Wallis.

Der Helvetia-Contest ist ein jährlich stattfindender internationaler Amateurfunkwettbewerb (Contest), der von der Union Schweizerischer Kurzwellen-Amateure (USKA) für in- und ausländische Funkamateure und Empfangsamateure ausgeschrieben wird. Er dauert 24 Stunden und findet immer am letzten vollen Wochenende im April statt, und zwar von Samstag 13:00 UTC bis Sonntag 12:59 UTC auf den Amateurbändern von 160 m, 80 m, 40 m, 20 m, 15 m und 10 m.

## Durchführung
Die Regeln für den Wettbewerb sind in einem Reglement der USKA festgehalten. Ziel des Contests ist, mit möglichst vielen Schweizerstationen und mit möglichst vielen Schweizerkantonen Kontakt aufzubauen. Jede Verbindung mit einer Schweizerstation gibt 10 Punkte. Jede Verbindung innerhalb des eigenen Kontinents gibt 1 und jede Verbindung ausserhalb des eigenen Kontinents gibt 3 Punkte. Das Gesamtergebnis wird mit der Multiplikation der genannten Verbindungspunkte und der Summe der gearbeiteten Kantone und DXCC-Länder errechnet. Die erstklassierten Stationen jeder Kategorie in einem Land (und Rufzeichendistrikt der Vereinigten Staaten und Kanadas) erhalten auf elektronischem Weg ein Diplom.
Gefunkt wird in verschiedenen Kategorien. Die Kategorien sind durch die Betriebsarten, Sendeleistungen und  durch „Single-Operator“ oder „Multi-Operator“ definiert. Auch die Short Wave Listener (SWL) bilden eine Kategorie. Im Wettbewerb sind Funkverbindungen in den Betriebsarten Phonie (SSB), Telegraphie (CW) und im Digitalbetrieb (RTTY, PSK31, PSK63 usw.) zugelassen.